# Imbrasia butleri
Imbrasia butleri är en fjärilsart som beskrevs av L.Sonthonnax 1901?. Imbrasia butleri ingår i släktet Imbrasia och familjen påfågelsspinnare. Inga underarter finns listade i Catalogue of Life.